# Velká pardubická 2010
Velká pardubická 2010 byla 120. ročníkem tohoto dostihu. Konala se na pardubickém dostihovém závodišti 10. října 2010. Zvítězil v ní podruhé v řadě devítiletý valach Tiumen v sedle s žokejem Josefem Váňou. Pro sedmapadesátiletého Váňu to bylo již sedmé vítězství v tomto dostihu. Čas vítěze byl 09:03,73.
Hlavním sponzorem byla Česká pojišťovna a běželo se o celkovou částku 4 500 000 Kč.
Na start se postavilo celkem 19 koní, do cíle dojelo dvanáct.

## Seznam účastníků
Závodu se účastnilo celkem 19 koní:
| Startovní číslo | Jméno koně  | Pohlaví koně | Jezdec                      |
| --------------- | ----------- | ------------ | --------------------------- |
| 1               | Teresina    | klisna       | Marcel Novák                |
| 2               | Il En Reve  | valach       | Pavel Složil                |
| 3               | Juventus    | valach       | Jan Korpas                  |
| 4               | Jung        | valach       | Bohuslav Mátl               |
| 5               | Lirain      | valach       | Josef Váně mladší           |
| 6               | Bejrut      | valach       | Pavel Kašný                 |
| 7               | Bremen Plan | hřebec       | Jiří Kousek                 |
| 8               | Rubín       | valach       | Martina Růžičková-Jelínková |
| 9               | Tiumen      | valach       | Josef Váňa                  |
| 10              | Valldemoso  | valach       | Dušan Andrés                |
| 11              | Lakreg      | valach       | Martin Liška                |
| 12              | Sixteen     | klisna       | Josef Bartoš                |
| 13              | Kobuz       | valach       | Libor Šimůnek               |
| 14              | Mr. Big     | valach       | Noel Fehily                 |
| 15              | Teviot      | valach       | Luboš Urbánek               |
| 16              | Mandarino   | valach       | Jaroslav Myška              |
| 17              | Aspirant    | valach       | Jan Faltejsek               |
| 18              | Ligreta     | klisna       | Lucie Baluchová             |
| 19              | Amant Gris  | valach       | Marek Stromský              |

## Pořadí v cíli
Závod dokončilo 12 koní:
| Pořadí           | Tým        |
| ---------------- | ---------- |
| Zlatá medaile    | Tiumen     |
| Stříbrná medaile | Amant Gris |
| Bronzová medaile | Sixteen    |
| 4.               | Mandarino  |
| 5.               | Teviot     |
| 6.               | Lirain     |
| 7.               | Aspirant   |
| 8.               | Kobuz      |
| 9.               | Lakreg     |
| 10.              | Juventus   |
| 11.              | Bejrut     |
| 12.              | Mr. Big    |